# 217 Evdora
217 Evdora (mednarodno ime 217 Eudora) je asteroid X v glavnem asteroidnem pasu. 

## Odkritje
Asteroid je odkril francoski astronom Jérôme Eugène Coggia (1849 – 1919) 30. avgusta 1880  v Marseillu .  Imenuje se po Evdori, hijadi iz grške mitologije.

## Lastnosti
Asteroid Evdora obkroži Sonce v 4,87 letih. Njegova tirnica ima izsrednost 0,305, nagnjena pa je za 10,474° proti ekliptiki. Njegov premer je 66,24 km, okoli svoje osi se zavrti v 12,54  h .